# Samastacus
Los camarones de río australes (Samastacus) pertenecen a un género de crustáceos decápodos parastácidos que habitan en ambientes de agua dulce del sudoeste de América del Sur.

## Características generales
Se trata de crustáceos de fondo, de alimentación oportunista, generalista, politrófica. Su conducta excavadora es muy reducida.
En razón de ciertas ventajas comparativas, a una especie (Samastacus spinifrons) se la categoriza como atractiva para ser explotada en acuicultura, si bien, al igual que como ocurre con otros astácidos dulceacuícolas de latitudes altas o climas fríos adaptados a regímenes alimenticios de bajos ingresos de energía, solo logra alcanzar el peso comercial luego de aproximadamente 3 años.
Tanto en lo que respecta al sabor como a la textura, su carne es de excelente calidad. Su contenido de proteínas en base húmeda promedia el 16,2 %.
Si la temperatura no sobrepasa los 20 °C y el ambiente es húmedo, logra mantenerse con vida por decenas de horas fuera del agua, con una mortalidad inferior al 1 %.
En el lago Nahuel Huapi, una de sus dos especies (Samastacus spinifrons) es la principal presa del cormorán imperial (Leucocarbo atriceps).
Reproducción
En este género fue reportado intersexualidad, y en poblaciones lacuestres un patrón de sexualidad gonocórico.
Las hembras se reproducen solo una vez al año, requiriendo de un período de fotoperíodos cortos y temperaturas bajas para activar la madurez gonádica; liberan los juveniles durante la temporada cálida (verano) para obtener un mayor porcentaje de sobrevivencia.
Posee desarrollo directo, con incubación de huevos grandes, de abundante vitelo, con ovipos-turas conteniendo más de 200 huevos. Los cuidados parentales cubren los dos primeros estados juveniles.  

## Distribución y hábitat
Habita en biotopos de agua dulce abiertos en el sudoeste de América del Sur, en el centro y centro-sur de Chile así como también en lagos andinos del sudoeste de la Argentina.

## Taxonomía
Este género fue descrito originalmente en el año 1971 por el zoólogo Edgar Frederick Riek
Especies
Está integrado por 2 especies:
- Samastacus araucanius (Faxon, 1914)
- Samastacus spinifrons (Philippi, 1882)

## Conservación
Una especie (Samastacus spinifrons)  es clasificada como ‘‘vulnerable’’, en razón de sufrir una intensa presión extractiva para ser destinada al consumo humano. Sus poblaciones remanentes no son administradas sustentablemente mediante vedas, restricción de capturas, protección de hembras ovígeras, tallas mínimas de extracción, etc. Se suma a que en numerosos cursos donde habita el biotopo está siendo progresivamente alterado por actividades antrópicas.